# Humbert Jaillet de Saint-Cergues
Humbert Jaillet de Saint-Cergues (Umberto Jaillet en italien), né le 25 juin 1803 à Lancy et mort le 18 juillet 1880 dans son château de Veigy (Veigy-Foncenex), est un aristocrate portant le titre de comte, militaire de carrière sarde avec le grade de général de brigade, passé à la France après l'Annexion de la Savoie, et un homme politique du XIXe siècle.

## Biographie

### Origines
Marie-Humbert Jaillet de Saint-Cergues naît le 5 Messidor de l'an XI (25 juin 1803) à Lancy (Suisse) dans le département du Léman. En effet, la Suisse est alors occupée par les troupes révolutionnaires françaises.
La famille Jaillet, originaire du Pays de Vaud, est anciennement établie en Chablais, à Saint-Cergues. Famille anoblie en 1598, avec Balthazard Jaillet, elle est titrée Comte de St-Cergues, avec reconnaissance en 1785 à Eugène-Claude-Marie Jaillet.
Humbert Jaillet de Saint-Cergues épouse, le 27 avril 1854, Olympe Roget de Cholex Olympe, fille du comte Roget de Cholex, ancien Ministre et Premier Secrétaire d'État au Bureau des affaires de l'intérieur du roi Charles-Félix, et veuve du comte Gibellini Tornielli Boniforti,,. Il épouse en secondes noces, en 1873, Elisabeth-Henriette de Fernex (1820-1885).

### Carrière militaire
Major-Général, il fut l'un des derniers commandants de la brigade de Savoie (1851-1860) avant l'Annexion de la Savoie à la France. Partisan de l'Annexion, il rejoint les rangs de l'armée française avec le grade de lieutenant-général, obtenu le 11 décembre 1859, et termine sa carrière en tant que général de division.
Dans un élan de patriotisme entre savoyards, il permet au futur président du conseil, Luigi Pelloux, d'intégrer l'Académie royale militaire,.
Il devient adjoint du maréchal Castellane, gouverneur de la ville de Lyon, poste qu'il occupa jusqu'en 1868 date à laquelle il entre en retraite.

### Carrière politique
Il est élu député de la Savoie, au Parlement de Turin, pour les collèges de La Motte de décembre 1848 à décembre 1853 (IVe législature), puis de en 1857 jusqu'en 1860 pour le collège d'Albertville (VIe législature).

## Décorations
Humbert Jaillet de Saint-Cergues a été fait :
- Modèle:Déco Grand Officier de l'ordre des Saints-Maurice-et-Lazare
- Grand officier de la Légion d'honneur(11 août 1867, 2 campagnes, 2 citations)